# Wohnhaus Breite Straße 1 (Saathain)
Das Wohnhaus Breite Straße 1 ist ein unter Denkmalschutz befindliches Gebäudeensemble im Ortsteil Saathain in der Gemeinde Röderland im südbrandenburgischen Landkreis Elbe-Elster. Es ist als ortsbildprägendes Baudenkmal im örtlichen Denkmalverzeichnis unter der Erfassungsnummer 09135017 verzeichnet.
Dabei handelt es sich um ein inschriftlich im Jahr 1831 errichtetes zweigeschossiges Fachwerkhaus mit Lehmstakenausfachung und Krüppelwalmdach.
Die Entstehungszeit des zweiten auf dem Grundstück befindlichen Gebäudes, eines sogenannten Auszüglerhauses, wird auf die Zeit um 1900 datiert. Hier handelt es sich um einen mit einem Satteldach versehenen Ziegelbau, zu welchem auch ein Stall und eine Scheune gehören.